# Segunda batalla de Al Fao
La segunda batalla de Al Fao (también conocida como la Operación Ramadan Mubarak), ocurrida el 17 de abril de 1988 en la península de Al-Faw, Irak, fue una batalla de la guerra Irán-Irak. Tras su derrota en la primera batalla de Al Fao dos años antes, el recién estructurado ejército iraquí condujo una gran operación para expulsar a los iraníes de esa península.  
Fueron concentradas 100 000 tropas duramente entrenadas de la Guardia Republicana Iraquí (GRI) contra los 15 000 voluntarios Basij iraníes de segunda clase. El uso intenso de armas químicas rápidamente desordenó a las defensas iraníes 

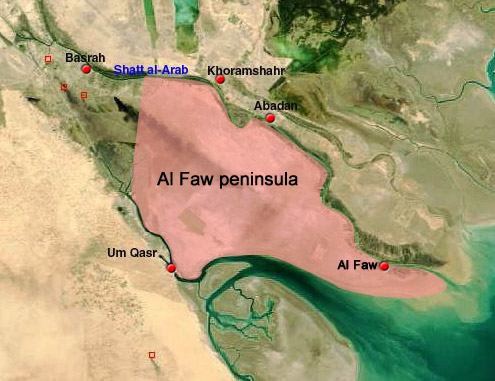
Vista satelital de la península al-Faw.

El ala sur del asalto consistió en las divisiones Bagdad y Medina de la GRI, que tomaron las líneas iraníes y ello permitió que la División Armada Hammurabi se moviera a lo largo de la costa sur de la península y entrara a Al Fao en sí. Mientras tanto el 7° Cuerpo del ejército regular atacó el final norte de la línea con las divisiones 6° armada y 7° de infantería. Mientras la 7° División de infantería atacó abajo, la 6° División Armada quebró las líneas iraníes atravesándolas y la 1° División Mecanizada las castigó atravesándolas; posteriormente se formó el eslabón con las divisiones de la Guardia Republicana en las afueras de Al Fao. La península fue asegurada en 35 horas, con mucho del equipamiento iraní capturado intacto.